# Lukáš Tesák
Lukáš Tesák, né le 8 mars 1985 à Žiar nad Hronom en Tchécoslovaquie, est un footballeur international slovaque, qui évolue au poste de défenseur.

## Biographie

### Carrière en club
Lukáš Tesák dispute sept matchs en Ligue Europa et six matchs en Coupe Intertoto, pour deux buts inscrits,.

### Carrière internationale
Lukáš Tesák compte deux sélections avec l'équipe de Slovaquie depuis 2015. 
Il est convoqué pour la première fois en équipe de Slovaquie par le sélectionneur national Ján Kozák, pour un match des éliminatoires de l'Euro 2016 contre l'Espagne le 5 septembre 2015. Le match se solde par une défaite 2-0 des Slovaques.

## Palmarès
- Avec le MŠK Žilina
  - Champion de Slovaquie en 2007